# Институт геронтологии имени Д. Ф. Чеботарёва
Институт геронтологии имени Д. Ф. Чеботарёва Национальной академии медицинских наук Украины — научно-практическое медицинское учреждение в Киеве.
Институт исследует проблемы старения и координирует экспериментальные медико-биологические, клинические и социально-гигиенические работы, проводимой по данной проблеме в различных научных и практических коллективах Украины.

## Направления деятельности
В Институте сформированы три ведущих направления:
1. Исследования механизмов старения и приспособления организма, роли процессов регуляции в этих механизмах;
2. Изучения особенностей патогенеза, диагностики, клиники, лечения и профилактики заболеваний, наиболее часто встречающихся в пожилом и старческом возрасте;
3. Исследования роли социальных и гигиенических факторов в старении и долголетии

## История
Институт открыт в 1958 как Институт геронтологии и экспериментальной патологии АМН СССР. Это было первое в СССР и одно из первых в мире учреждений такого профиля.
В 1958—1961 Институтом руководил ученик Александра Богомольца, патофизиолог, академик АМН СССР Николай Горев. В 1961 Институт возглавил академик АМН СССР Дмитрий Чеботарёв. В 1988 году Институт возглавил доктор медицинских наук, профессор, член-корреспондент АМН Украины Владислав Безруков.
В 1960—1970 Институт стал главным в СССР по проблемам геронтологии и гериатрии.
В 1972 на базе института в Киеве проведено 9-й Конгресс Международной ассоциации геронтологов. На базе Института также был проведен ряд семинаров ВОЗ и ООН, международных, всесоюзных и республиканских научных конференций и симпозиумов.
С момента создания Академии медицинских наук Украины в 1993 году Институт вошел в состав её медико-биологического отделения.